# 张传开
张传开（1951年—），男，安徽庐江人，享受国务院特殊津贴专家，曾任安徽师范大学马克思主义学院教授、博士生导师。

## 生平
1977年7月毕业于安徽师范大学政教系思想政治教育专业，留校任教。1993年晋升副教授，1997年晋升教授。曾先后担任安徽师范大学经济法政学院副院长，安徽人民出版社安徽师范大学编辑部主任，安徽师范大学出版社社长。现任安徽当代社会主义核心价值体系研究中心专职副主任。
长期从事马克思主义哲学的教学与研究工作，主持国家社科基金项目3项（含重大招标项目1项），安徽省教学研究重点项目2项，安徽省高校人文社科研究项目2项。出版学术著作和教材15部，发表论文80余篇。研究成果获安徽省社会科学优秀成果奖二等奖2项、三等奖1项，安徽省优秀教学成果奖二等奖1项、三等奖1项，安徽省高校人文社会科学成果奖二等奖1项、三等奖1项。1993年获国务院政府特殊津贴。